# UCI Oceania Tour 2022
L'UCI Oceania Tour 2022 è la diciottesima edizione dell'UCI Oceania Tour, uno dei cinque circuiti continentali di ciclismo dell'Unione Ciclistica Internazionale, composto da corse che si disputano nel continente oceanico.

## Squadre partecipanti
La partecipazione delle squadre alle diverse gare dipende dalla categoria dell'evento. Ad esempio le squadre UCI World Tour possono partecipare esclusivamente a corse di categoria .1 e il loro numero è limitato.
| Categoria | Categoria            | Squadre                                                                                |
| --------- | -------------------- | -------------------------------------------------------------------------------------- |
| .1        | 1.1 (Corse in linea) | * UCI World Tour (max 50%) * UCI ProTeam * UCI Continental Team * Squadre nazionali    |
| .1        | 2.1 (Corse a tappe)  | * UCI World Tour (max 50%) * UCI ProTeam * UCI Continental Team * Squadre nazionali    |
| .2        | 1.2 (Corse in linea) | * UCI ProTeam * UCI Continental Team * Squadre nazionali * Squadre regionali e di club |
| .2        | 2.2 (Corse a tappe)  | * UCI ProTeam * UCI Continental Team * Squadre nazionali * Squadre regionali e di club |

## Calendario

### Gennaio
| Data | Prova                     | Cat. | Vincitore    | Squadra                                 |
| ---- | ------------------------- | ---- | ------------ | --------------------------------------- |
| 5-9  | New Zealand Cycle Classic | 2.2  | Mark Stewart | Bolton Equities Black Spoke Pro Cycling |

## Classifiche

### Classifica individuale
La classifica è composta da tutti i corridori del continente che abbiano ottenuto punti nell'UCI World Ranking.  
| Pos. | Corridore        | Squadra      | Punti    |
| ---- | ---------------- | ------------ | -------- |
| 1    | Michael Matthews | BikeExchange | 1 995,67 |
| 2    | Jai Hindley      | Bora         | 1 643    |
| 3    | Ben O'Connor     | AG2R         | 1 203    |
| 4    | Caleb Ewan       | Lotto        | 711      |
| 5    | Simon Clarke     | Israel       | 576      |
| 6    | Jack Haig        | Bahrain      | 558      |
| 7    | Jay Vine         | Alpecin      | 540      |
| 8    | Luke Plapp       | Ineos        | 474,67   |
| 9    | Corbin Strong    | Israel       | 446      |
| 10   | James Fouché     | Bolton       | 435      |

### Classifica a squadre
La classifica viene calcolata sommando i punti della classifica individuale dei migliori 8 ciclisti per squadra.
| Pos. | Squadra                                 | Punti    |
| ---- | --------------------------------------- | -------- |
| 1    | Bolton Equities Black Spoke Pro Cycling | 1 888,85 |
| 2    | Team BridgeLane                         | 708      |
| 3    | ARA Pro Racing Sunshine Coast           | 365      |
| 4    | EuroCyclingTrips Pro Cycling            | 58,17    |
| 5    | MitoQ-NZ Cycling Project                | 39       |
| 6    | St George Continental Cycling Team      | 36       |
| 7    | Global 6 Cycling                        | 24       |
| 8    | Nero Continental                        | 9        |

### Classifica per nazioni
La classifica viene calcolata sommando i punti dei migliori 8 ciclisti per nazione.
| Pos. | Nazione       | Punti    |
| ---- | ------------- | -------- |
| 1    | Australia     | 7 701,34 |
| 2    | Nuova Zelanda | 2 702,51 |
| 3    | Samoa         | 15       |

### Classifica per nazioni U23
La classifica viene calcolata sommando i punti dei migliori 8 ciclisti per nazione della categoria U23.
| Pos. | Nazione       | Punti    |
| ---- | ------------- | -------- |
| 1    | Australia     | 1 485,67 |
| 2    | Nuova Zelanda | 1 197,62 |
| 3    | Samoa         | 5        |